# Адміністративний поділ Північно-Кавказького федерального округу
Північно-Кавказький федеральний округ поділяється на 6 республік і 1 край.
| № з/п                                                                                         | Прапор | Суб'єкт федерації у складі округу   | Площа, тис. км кв. | Населення, тис. чол. (2010 р.) | центр та його населення, тис. чол. |
| --------------------------------------------------------------------------------------------- | ------ | ----------------------------------- | ------------------ | ------------------------------ | ---------------------------------- |
| 1                                                                                             |        | Республіка Дагестан                 | 50,3               | 2977,4                         | Махачкала (577,9)                  |
| 2                                                                                             |        | Республіка Інгушетія                | 19,3*              | 413,0                          | Магас (2,5)                        |
| 3                                                                                             |        | Кабардино-Балкарська Республіка     | 12,5               | 859,8                          | Нальчик (240,9)                    |
| 4                                                                                             |        | Карачаєво-Черкеська Республіка      | 14,3               | 478,5                          | Черкеськ (116,3)                   |
| 5                                                                                             |        | Республіка Північна Осетія — Аланія | 8                  | 712,9                          | Владикавказ (313,8)                |
| 6                                                                                             |        | Ставропольський край                | 66,2               | 2786,1                         | Ставрополь (401)                   |
| 7                                                                                             |        | Чеченська Республіка                | 19,3 **            | 1269,1                         | Грозний (271)                      |
| * Площа вказана разом з Чеченською Республікою ** Площа вказана разом з Республікою Інгушетія |        |                                     |                    |                                |                                    |